# Фредерик Гоуленд Гопкінс
Фредери́к Го́уленд Го́пкінс (англ. Frederick Gowland Hopkins; 20 червня 1861, Істборн, Велика Британія — 16 травня 1947) — англійський біохімік. Відкрив вітаміни A і D, а також амінокислоту триптофан. Лауреат Нобелівської премії (1929).

## Життєпис
Фредерик Гоуленд Гопкінс народився в Істборні (Східний Суссекс) у сім'ї Елізабет (Гоуленд) та Фредерика Гопкінса. Його двоюрідний брат — поет Джерард Менлі Гопкінс. Батько Фредерика — продавець книг і пристрасний шанувальник науки, раптово помер незабаром після народження сина. Фредерик проводив багато часу за читанням Чарлза Дікенса і складанням віршів. У віці 8 років вперше використав мікроскоп батька для вивчення живих організмів, які він виловлював у морі.
У 1871 році його мати переїхала в Інфільд, сільську місцевість недалеко від Лондона, щоб жити разом зі своїми матір'ю та братом. Гопкінс був відправлений в лондонську міську школу, де його успіхи з хімії та англійської мови були відзначені нагородами. Школу
він покинув та був зарахований у приватну школу з трирічним навчанням. Коли Фредерику Гопкінсу виповнилося 17 років, сім'я, вважаючи, що його освіту закінчено, підшукала йому роботу страхового службовця. Однак незабаром після закінчення занять в школі написав статтю про фіолетовий дим, який випускають жуки-бомбардири, яку прийняли до публікації у часописі «Ентомолог» (англ. «The Entomologist»).
Протягом наступних трьох років Гопкінс навчався аналітичній хімії у фармацевтичній фірмі. Використовуючи невелику спадщину, яка дісталася від дідуся, він зміг вивчати хімію спочатку в Королівській школі Південного Кенсінгтона, а потім в Університетському коледжі Лондона. Висока оцінка, отримана на екзамені з хімії, дала йому можливість стати асистентом сера Томаса Стівенсона, експерта з токсикології та фахівця з судової медицини у лікарня Гая. Працюючи зі Стівенсоном Гопкінс отримав ступінь бакалавра природничих наук в Лондонському університеті. За рекомендацією Стівенсона він у 1888 році був зарахований в медичну школу Гая зі стипендією Гулла для досліджень.
У 1891 році Гопкінс опублікував опис осадження сечової кислоти за допомогою хлориду амонію — аналітичного методу, який використовувався протягом багатьох років.
Після отримання медичного ступеня у медичній школі Гая в 1894 році Гопкінс залишився в школі ще на чотири роки викладачем фізіології, хімії, токсикології та фізики. Протягом двох останніх років він очолював клінічне дослідне відділення, де проводилися лабораторні дослідження, які використовуються у процесі діагностики і лікування. У рамках своїх дослідів в області хімії білка він розробив методи виділення протеїнів із крові та яєчного білка, а також методи кристалізації білків у великих кількостях для подальших досліджень.
У 1898 році Гопкінс був запрошений Міхаелем Фостером у Кембриджський університет як дослідник і викладач хімічної фізіології.
У 1906 році Гопкінс показав, що різні білки, які згодовуються мишам, надають різні ефекти на зріст тіла, зокрема що білки, у яких відсутній триптофан, недостатні для потреб організму. Він зробив висновок, що властивості білків залежать від типів присутніх у них амінокислот. У 1910 році на короткий час праця Гопкінса була перервана, що було пов'язано зі зниженням працездатності в результаті перевтоми. У 1912 році він повідомив про результати своїх досліджень в статті «Експерименти з харчування, які ілюструють значення додаткових факторів у нормальній дієті» (англ. «Feeding Experiments Illustrating the Importance of Accessory Factors in Normal Dietaries»).
У 1921 році Гопкінс виділив трипептид, утворений трьома амінокислотами, який назвав глутатіоном, необхідний як переносник кисню в клітинах рослин і тварин. Він також відкрив ксантиноксидазу, яка служить каталізатором окислення ксантину і гіпоксантину (безбарвних кристалічних речовин) у сечовій кислоті.
У 1914 році Гопкінс отримав призначення керівником відділу біохімії в Кембриджі. У 1925 році він переїхав у новозбудований Інститут біохімії Данна.
У 1929 році Гопкінс розділив Нобелівську премію з фізіології або медицини з Християном Ейкманом «за відкриття вітамінів, що стимулюють процеси росту». У своїй Нобелівській лекції «Початок історії дослідження вітамінів» (англ. «Earlier History of Vitamin Research») Гопкінс нагадав, що в його статті за 1912 року було відзначено існування «необхідних харчових продуктів, не розглядалися серйозно як предмет фізіологічної необхідності».
З 1930 по 1935 роки Гопкінс був президентом Королівського товариства, що давало йому можливості вести дослідницьку роботу. Після 1935 року він продовжив свої досліди пігментів комах і проміжного обміну речовин, хоча зір його знизився, а здоров'я погіршилося.

## Особисте життя
У 1898 році Фредерик Гопкінс одружився з Джессі Енн Стівенс; у них народився син, який став згодом лікарем, і дві дочки, одна з яких була біохіміком. Фредерик Гопкінс помер у Кембриджі 16 травня 1947 року.

## Нагороди
- «Королівська медаль» (1918)
- «Медаль Коплі» (1926)
- «Нобелівська премія з фізіології або медицини» (1929)
- «Медаль Альберта» (1934)
- «Орден Заслуг» (1935)